# 윤원호
윤원호(尹元昊, 1943년 7월 4일 ~ )는 대한민국의 정치인이다. 열린우리당 비례대표로 제17대 국회의원이 되었고, 열린우리당에서 갈라져나온 대통합민주신당에서 부산시당 위원장을 지냈다.

## 학력
- 1962년 진주여자고등학교 졸업
- 1966년 진주교육대학 졸업

## 약력
- 1966년 고등학교 교사 (∼1971년)
- 1979년 부산안전종합상사 대표 (현재)
- 1983년 부산문화회 감사ㆍ회장 (~1986년)
- 1992년 사단법인 한국여성유권자연맹 부산지부 회장 (~2000년)
- 1995년 부산시여성단체협의회 회장 (~1999년)
- 1999년 부산여성신문 창간ㆍ발행인 (~2000년)
- 1999년 민주평통 상임위원
- 1999년 부산시여성단체협의회 명예회장 (현재)
- 2000년 부산여성신문 회장 (현재)
- 2000년 새천년민주당 당무위원
- 2000년 새정치여성연대 공동총재 (현재)
- 2001년 여성부 정책자문위원
- 2002년 월드컵문화시민중앙협의회 사무총장
- 2002년 새천년민주당 부산시지부장
- 2002년 새천년민주당 부산 중동지구당 제 16대 대통령 선거대책위원장
- 2003년 포럼낙동강 총재 (현재)
- 2003년 열린우리당 직능특별위원장
- 2004년 열린우리당 중앙위원
- 2004년 제 17대 열린우리당 소속, 국회의원
- 2005년 열린우리당 부산시당 위원장
- 2021년 4.7재보궐선거 더불어민주당 김영춘 부산시장 예비후보 캠프 선거대책위원회 상임고문
- 2023년 4월 대한민국헌정회 이사

## 역대 선거 결과
| 실시년도 | 선거   | 대수 | 직책     | 선거구   | 정당       | 득표수       | 득표율          | 순위          | 당락 | 비고 |
| -------- | ------ | ---- | -------- | -------- | ---------- | ------------ | --------------- | ------------- | ---- | ---- |
| 2004년   | 총선   | 17대 | 국회의원 | 비례대표 | 열린우리당 | 8,145,824 표 | \| \| 38.26% \| | 비례대표 19번 |      | 초선 |
|          | 38.26% |      |          |          |            |              |                 |               |      |      |